# KZ Sonnenburg
Das Konzentrationslager Sonnenburg entstand am 3. April 1933 als frühes Konzentrationslager für politische Gefangene auf Initiative des preußischen Ministeriums des Inneren und der Justiz in Sonnenburg bei Küstrin (an der Oder) in einem ehemaligen, wenige Jahre zuvor geschlossenen Zuchthaus. Ende Januar 1945 fand das größte Massaker an Inhaftierten in der Endphase sowie der größte Massenmord an luxemburgischen Staatsangehörigen während des Zweiten Weltkriegs statt. Auf dem Gelände des nach dem Krieg abgetragenen Zuchthauses befindet sich eine Gedenkstätte und das Martyriumsmuseum Sonnenburg.

## Geschichte
Obwohl die hygienischen Verhältnisse in dem 1930 geschlossenen Bau katastrophal waren, empfahlen Beamte des preußischen Justizministeriums diesen als günstigen Standort. Sie schätzten die Aufnahmekapazität des Gebäudes auf 941 sogenannte Schutzhäftlinge ein, die in Massenzellen zu je 20, 30 und 60 Personen oder in Einzelzellen inhaftiert werden sollten.
Am 3. April 1933 kamen die ersten 200 Gefangenen zusammen mit 60 SA-Hilfspolizisten aus dem Berliner Polizeipräsidium. Später erfolgte auf Anordnung des preußischen Gestapo-Chefs Rudolf Diels die Deportation von Häftlingen aus der Strafanstalt Gollnow in Pommern nach Sonnenburg, wodurch die Zahl der Inhaftierten auf 1.000 Menschen anstieg.
Das Konzentrationslager Sonnenburg wurde am 23. April 1934 geschlossen; das Zuchthaus bestand weiter. Seit Beginn des Zweiten Weltkrieges 1939 bestand das Konzentrationslager (bzw. Straflager) bis 1945 weiterhin als Konzentrations- und Arbeitslager für angeblich deutschfeindliche Personen aus dem besetzten Ausland. Unter anderem waren dort die Widerstandskämpfer Jean-Baptiste Lebas und Bjørn Egge inhaftiert. Der Vater des später umstrittenen Erzbischofs Marcel Lefebvre, René Lefebvre, starb 1944 im Lager an den Folgen der ihm zugefügten Misshandlungen. Im Zuchthaus Sonnenburg waren zwischen 1942 und 1945 weit über 1500 Nacht-und-Nebel-Häftlinge aus Frankreich, Belgien, Holland und Norwegen inhaftiert.

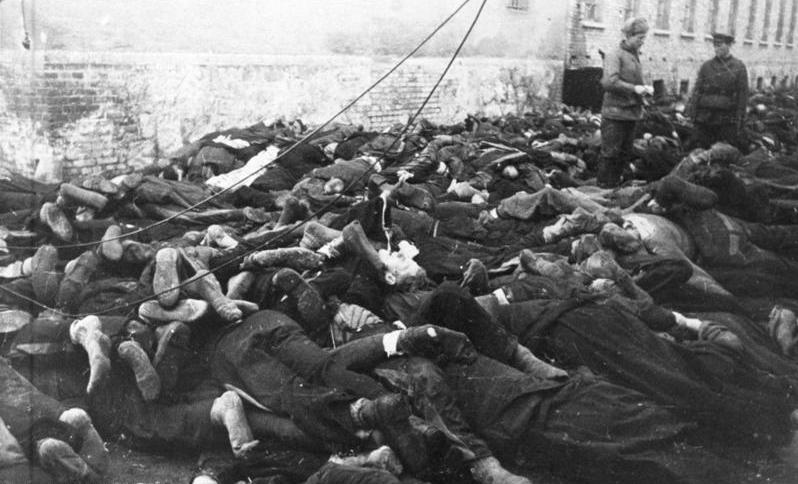
Sowjetische Soldaten zwischen ermordeten Häftlingen des KZ Sonnenburg, März 1945

Als der Zweite Weltkrieg sich dem Ende näherte und sowjetische Truppen heranrückten, ereignete sich im Zuchthaus Sonnenburg das größte Massaker an Inhaftierten in der Endphase des Zweiten Weltkriegs.
Gestapobeamte aus Frankfurt/Oder unter dem Kommando von SS-Hauptsturmführer Wilhelm Nickel erschossen auf Anordnung des Staatssekretärs Herbert Klemm in der Nacht vom 30. auf den 31. Januar 1945 819 Häftlinge. An der Erstellung der Selektionsliste war auch der Leiter des Gefängnisses Theodor Knops beteiligt. Zu den Ermordeten gehörten Franz Petrich und Karl Hübener, Kurt Nelke und Richard Traut, Angehörige einer Berliner KPD-Widerstandsorganisation.
Unter den Exekutierten befanden sich auch 91 Luxemburger Zwangsrekrutierte. Dieser größte Massenmord an Luxemburgern während des Zweiten Weltkrieges bleibt als „Massaker von Sonnenburg“ in Erinnerung. Jedes Jahr wird ihrer durch eine Zeremonie am Kanounenhiwwel in der Stadt Luxemburg offiziell gedacht.
Am 2. Februar 1945 erreichten Einheiten der sowjetischen 8. Gardearmee Sonnenburg und befreiten die nach der Evakuierung des Zuchthauses und der Flucht der Zuchthausleitung dort noch verbliebenen wenigen Häftlinge, darunter vier Überlebende des Massakers. Eine sowjetische Untersuchungskommission sicherte zwischen dem 2. und 10. Februar die Spuren des Verbrechens und konnte einen Teil der Opfer identifizieren. In diesem Zusammenhang entstanden die weltweit verbreiteten Film- und Fotoaufnahmen des Leichenberges im Zuchthaus Sonnenburg.

## Juristische Aufarbeitung

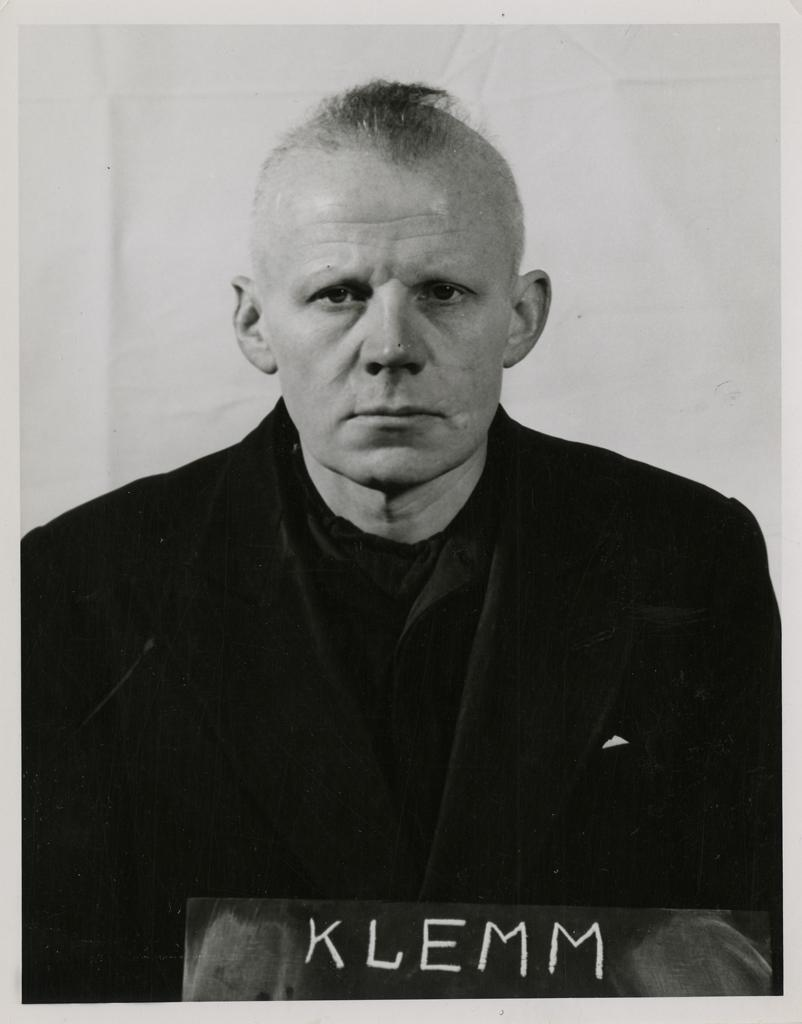
Herbert Klemm während der Nürnberger Prozesse

„Die im Konzentrationslager und späteren Zuchthaus Sonnenburg 1933 bis 1945 verübten Verbrechen gegen die Menschlichkeit wurden nie systematisch und konsequent strafrechtlich verfolgt. Ausnahmen stellten lediglich die gerichtliche Verfolgung des SA-Oberführers Staatssekretär Herbert Klemm im Reichsjustizministerium unter Otto Thierack, im Rahmen des Nürnberger Juristenprozesses, die Ermittlungen gegen den SS-Wachmann Heinz Adrian sowie die wiederholten Ermittlungen der polnischen Hauptkommission zur Untersuchung der Nazi-Verbrechen in Polen (Główna Komisja Badania Zbrodni Hitlerowskich w Polsce / GKBZHwP) dar. Insbesondere bundesdeutsche Behörden verhinderten eine juristische Aufarbeitung, indem sie Amtshilfegesuchen nicht nachkamen oder die Täter in eigenen Verfahren freisprachen.“
Justizorgane in der sowjetischen Besatzungszone führten bald nach Kriegsende Zeugenbefragungen durch, die zur Ergreifung von Georg Runge, dem stellvertretenden Direktor des Zuchthauses, führten. Er wurde 1946 wegen seiner Mitverantwortung für das Massaker von einem sowjetischen Militärgericht in Rathenow zum Tode verurteilt und hingerichtet. Der Jurist und Staatssekretär Herbert Klemm wurde beim Nürnberger Juristenprozess unter anderem wegen seiner Verantwortung für die Räumung des Zuchthauses verurteilt. Ein Prozess vor dem Landgericht in Kiel gegen die Gestapoleute Heinz Richter, der die Exekution vom 30./31. Januar 1945 angeordnet, und Wilhelm Nickel, der die Exekution leitend ausgeführt hatte, führte 1970 jedoch zum Freispruch von der Anklage einer Beihilfe zum Totschlag. Das Urteil löste große Empörung im In- und Ausland aus.
Die bedeutsamen strafrechtlichen Erkenntnisse aus dem Nürnberger Juristenprozess fanden jedoch bereits 1949, nicht zuletzt vor dem Hintergrund des Kalten Krieges, keine Beachtung mehr.
Seit 2014 ermittelt die polnische Staatsanwaltschaft erneut wegen des Verdachts von Verbrechen gegen die Menschlichkeit.

## Personal
Als Kommandanten fungierten:
- SA-Sturmführer Bahr
- Polizeioberleutnant  Gerhard Paessler
- Polizeileutnant Bark
- Polizeioberleutnant Siegmund
- SA-Sturmführer Jahr
- SS-Untersturmführer Paul Breuning

SA-Sturmführer Bahr befehligte zunächst die berüchtigten Berliner SA-Stürme 1 Horst Wessel und 33 Mordsturm Maikowski, denen die Bewachung der Inhaftierten oblag. Dazu kamen als Verstärkung Angehörige der Polizei. Ende April 1933 wurden die Berliner SA-Leute durch solche aus Frankfurt/Oder ersetzt. Ende August übernahm dann, wie auch in vielen anderen Konzentrationslagern, die SS mit 150 Angehörigen der SS-Standarte 27 aus Frankfurt/Oder das Kommando.

## Häftlinge
Im KZ Sonnenburg inhaftierte das NS-Regime während der ersten Jahre seiner Herrschaft und lange vor Kriegsanfang vornehmlich Kommunisten und Sozialdemokraten. Zu diesen gehörten unter anderem (in alphabetischer Reihenfolge):
- Fritz Ausländer, KPD-Politiker[8]
- Paul Albrecht, KPD- und Gewerkschaftsfunktionär
- Georg Benjamin, Arzt und Widerstandskämpfer
- Rudolf Bernstein, KPD-Funktionär
- Georg Freimuth, kommunistischer Widerstandskämpfer[9]
- Erich Gentsch, KPD-Funktionär, Redakteur der Roten Fahne, Stadtverordneter 1933 in Berlin
- Erna Gersinski, KPD-Funktionärin
- Ottomar Geschke, KPD-Politiker
- Ernst Grube, Arbeitersportler, Reichstagsabgeordneter
- Karl Holland, Politiker (SPD, SED)[10]
- Willy Jentsch, Sozialdemokrat
- Johannes Knoche, SPD-Politiker[11]
- Gerhard Kratzat, KPD
- Wilhelm Kasper, KPD-Funktionär
- Fritz Lange, Politiker (USPD, KPD, SED)[12]
- Hans Litten, Rechtsanwalt
- Wilhelm Martinke, parteiloser Arbeiter bei Siemens & Halske
- Erich Mühsam, Dichter
- Leo Müffelmann, Archivar und Freimaurer
- Otto Naumann, KPD-Politiker
- Josef Nawrocki, KPD-Funktionär
- Michael Niederkirchner, KPD-Funktionär
- Ernst Oberdörster, Mitglied des preußischen Landtags (KPD)
- Carl von Ossietzky, Pazifist
- Gustav-Adolf Prinz, KPD-Funktionär
- Ernst Schneller, Lehrer, KPD-Politiker
- Karl Sobkowski, kommunistischer Arbeiter und Stadtverordneter[13]
- Erich Steinfurth, KPD-Politiker
- Walter Stoecker, MdR der KPD, Fraktionsvorsitzender
- Oskar Wegener, SPD-Funktionär und Widerstandskämpfer[9]